# هادی آتابای
هادی آتابای یا حدیکجان آتابای، ملقب به سرلشکر دکتر هادی آتابای، از نظامیان برجسته دوره پادشاهی رضاشاه پهلوی بود. همدم‌السلطنه پهلوی بزرگترین فرزند رضاشاه همسر او بود. او از اعضاء قشون نظامی رضاشاه بود که نخست در سال ۱۳۰۰ خورشیدی بنیان نهاده شد. ازدواج هادی آتابای با دختر رضاشاه عاملی برای حضور مداوم خانواده آتابای در دربار پهلوی گردید. در هنگام تشکیل قشون نظامی به وسیله رضا شاه، هادی آتابای درجه سرهنگی داشت. او در سال ۱۳۰۷ خورشیدی و هنگامی که رئیس صحیه ارتش رضاشاه بود، به درجه سرتیپی نائل می‌شود. پیشرفت نظامی او تا درجه سرلشکری (۱۳۲۰ خورشیدی) ادامه پیدا می‌کند.
ثمره‌ی ازدواج وی با همدم‌السلطنه دو پسر به نام‌های امیررضا آتابای و سیروس آتابای و یک دختر به نام سیمین آتابای بود.
در آبان ۱۳۲۰ خورشیدی و در خلال اشغال ایران در جنگ جهانی دوم توسط متفقین، بسیاری از امرای ارتش از جمله سرلشکر هادی آتابای، اجباراً بازنشسته می‌شوند. سرلشکر هادی آتابای پس از بازنشستگی به وزارت بهداری منتقل می‌شود.